# Sport Lisboa e Benfica (volley-ball masculin)
Pour le club omnisport, voir Sport Lisboa e Benfica (omnisports).
Pour les articles homonymes, voir Benfica (homonymie).
Le SL Benfica est un club portugais de volley-ball basé à Lisbonne, Portugal. Il s'agit d'une section du club omnisports Sport Lisboa e Benfica.

## Histoire

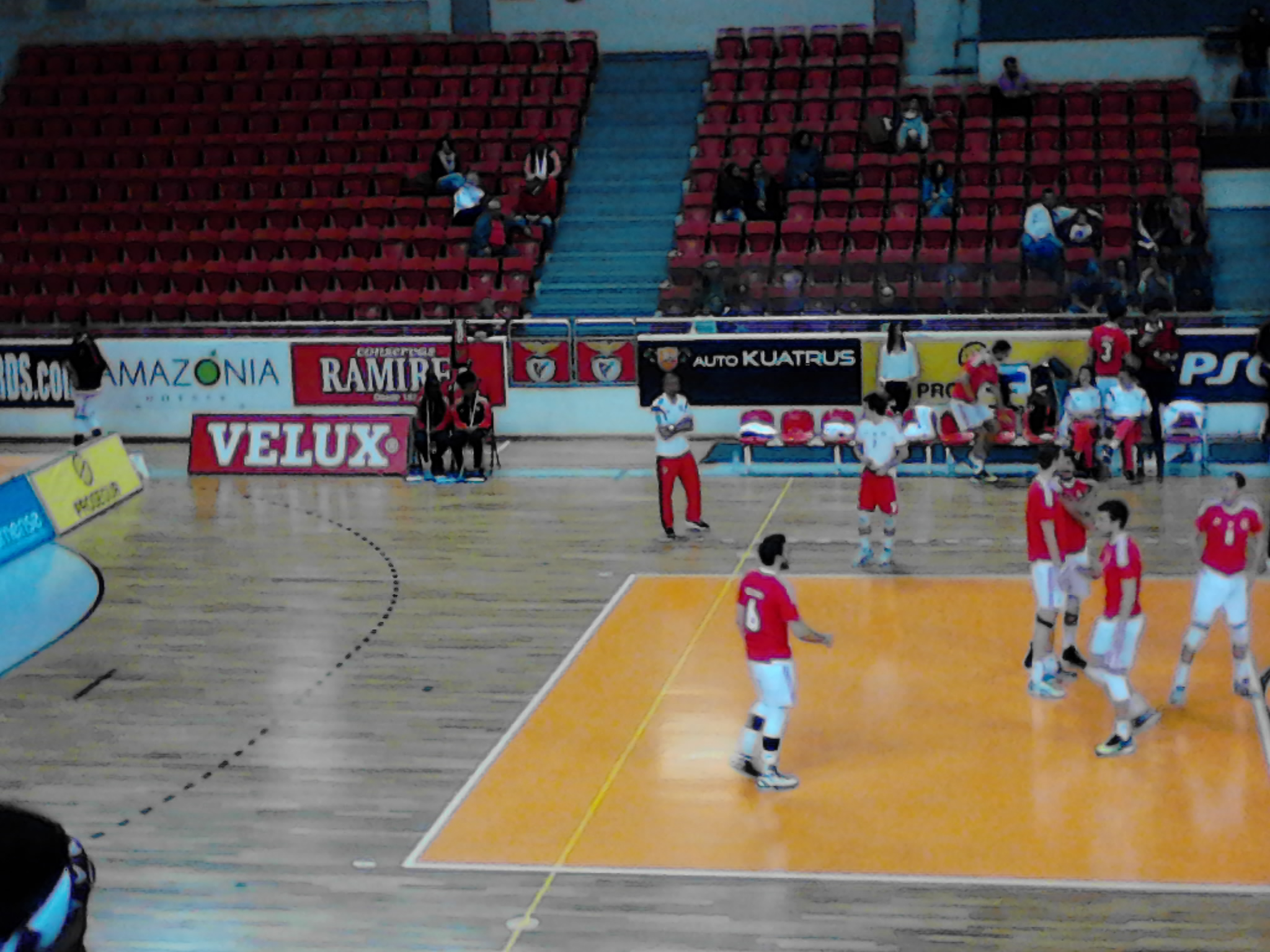
Equipe de Benfica Lisbonne

## Palmarès
| Compétitions nationales | Compétitions internationales |
| - Championnat du Portugal (12) - Champion : 1981, 1991, 2005, 2013, 2014, 2015, 2017, 2019, 2021, 2022, 2023, 2024. - Vice-champion : 1990, 1993, 2010, 2011, 2012, 2016, 2018. - Coupe du Portugal (20) - Vainqueur : 1966, 1974, 1975, 1976, 1978, 1979, 1980, 1990, 1992, 2005, 2006, 2007, 2011, 2012, 2015, 2016, 2018, 2019, 2022, 2023. - Finaliste : 1967, 1969, 1970, 1972, 1988, 2010, 2017, 2021. - Supercoupe du Portugal (12) - Vainqueur : 1989, 2011, 2012, 2013, 2014, 2015, 2016, 2018, 2019, 2020, 2021, 2023. - Finaliste : 2017, 2022. | - Néant                      |

## Joueurs et personnalités du club

### Entraîneurs
- 1999-2018 :  José Jardim
- 2018- :  Marcel Matz

### Joueurs emblématiques
- Miroslav Gradinarov
- Théo Lopes
- Radostin Stoychev
- Robert Tarr
- Fred Winters

1. ↑  Seuls les principaux titres en compétitions officielles sont indiqués ici.